# Primera División 2001-2002 (Spagna)
La Primera División 2001-2002 è stata la 71ª edizione della massima serie del campionato spagnolo di calcio, disputato tra il 25 agosto 2001 e il 11 maggio 2002 e concluso con la vittoria del Valencia, al suo quinto titolo.
Capocannoniere del torneo è stato Diego Tristán (Deportivo La Coruña) con 21 reti.

## Classifica finale
|       | Pos. | Squadra             | Pt | G  | V  | N  | P  | GF | GS | DR  |
| ----- | ---- | ------------------- | -- | -- | -- | -- | -- | -- | -- | --- |
|       | 1.   | Valencia            | 75 | 38 | 21 | 12 | 5  | 51 | 27 | +24 |
|       | 2.   | Deportivo La Coruña | 68 | 38 | 20 | 8  | 10 | 65 | 41 | +24 |
| [ 2 ] | 3.   | Real Madrid         | 66 | 38 | 19 | 9  | 10 | 69 | 44 | +25 |
|       | 4.   | Barcellona          | 64 | 38 | 18 | 10 | 10 | 65 | 37 | +28 |
|       | 5.   | Celta Vigo          | 60 | 38 | 16 | 12 | 10 | 64 | 46 | +18 |
|       | 6.   | Real Betis          | 59 | 38 | 15 | 14 | 9  | 42 | 34 | +8  |
| [ 3 ] | 7.   | Alavés              | 54 | 38 | 17 | 3  | 18 | 41 | 44 | -3  |
|       | 8.   | Siviglia            | 53 | 38 | 14 | 11 | 13 | 51 | 40 | +11 |
|       | 9.   | Athletic Bilbao     | 53 | 38 | 14 | 11 | 13 | 54 | 66 | -12 |
|       | 10.  | Malaga              | 53 | 38 | 13 | 14 | 11 | 44 | 44 | 0   |
|       | 11.  | Rayo Vallecano      | 49 | 38 | 13 | 10 | 15 | 46 | 52 | -6  |
|       | 12.  | Real Valladolid     | 48 | 38 | 13 | 9  | 16 | 45 | 58 | -13 |
|       | 13.  | Real Sociedad       | 47 | 38 | 13 | 8  | 17 | 48 | 54 | -6  |
|       | 14.  | Espanyol            | 47 | 38 | 13 | 8  | 17 | 47 | 56 | -9  |
|       | 15.  | Villarreal          | 43 | 38 | 11 | 10 | 17 | 46 | 55 | -9  |
|       | 16.  | Maiorca             | 43 | 38 | 11 | 10 | 17 | 40 | 52 | -12 |
|       | 17.  | Osasuna             | 42 | 38 | 10 | 12 | 16 | 36 | 49 | -13 |
|       | 18.  | Las Palmas          | 40 | 38 | 9  | 13 | 16 | 40 | 50 | -10 |
|       | 19.  | Tenerife            | 38 | 38 | 10 | 8  | 20 | 32 | 58 | -26 |
|       | 20.  | Real Saragozza      | 37 | 38 | 9  | 10 | 19 | 35 | 54 | -19 |

Legenda:
      Campione di Spagna e qualificata alla prima fase a gironi della UEFA Champions League 2002-2003.
      Qualificata alla prima fase a gironi della UEFA Champions League 2002-2003.
      Qualificate al terzo turno di qualificazione della UEFA Champions League 2002-2003.
      Qualificate al primo turno di Coppa UEFA 2002-2003.
      Ammesse al terzo turno di Coppa Intertoto 2002.
      Retrocesse in Segunda División 2002-2003.
Regolamento:
Tre punti a vittoria, uno a pareggio, zero a sconfitta.
In caso di arrivo di due o più squadre a pari punti, la graduatoria verrà stilata secondo la classifica avulsa tra le squadre interessate che prevede, in ordine, i seguenti criteri:
- Punti negli scontri diretti.
- Differenza reti negli scontri diretti.
- Regola dei gol fuori casa negli scontri diretti.
- Differenza reti generale.
- Reti realizzate in generale.

## Statistiche

### Squadre

#### Capoliste solitarie
|    | —— | —— | ——  | —— | ——  | ——  | ——                  | ——                  | ——                  | ——                  | ——                  | ——                  | ——                  | ——  | ——  | ——  | ——  | ——          | ——          | ——          | ——          | ——  | ——  | ——  | ——       | ——       | ——       | ——       | ——  | ——  | ——  | ——  | ——       | ——       | ——       | ——       | ——       | —— |  |
|    |    |    | Cel |    | Bar | Bet | Deportivo La Coruña | Deportivo La Coruña | Deportivo La Coruña | Deportivo La Coruña | Deportivo La Coruña | Deportivo La Coruña | Deportivo La Coruña |     | Ala |     | Dep | Real Madrid | Real Madrid | Real Madrid | Real Madrid |     | Val |     | Valencia | Valencia | Valencia | Valencia |     |     |     |     | Valencia | Valencia | Valencia | Valencia | Valencia |    |  |
|    |    |    |     |    |     |     |                     |                     |                     |                     |                     |                     |                     |     |     |     |     |             |             |             |             |     |     |     |          |          |          |          |     |     |     |     |          |          |          |          |          |    |  |
|    |    |    |     |    |     |     |                     |                     |                     |                     |                     |                     |                     |     |     |     |     |             |             |             |             |     |     |     |          |          |          |          |     |     |     |     |          |          |          |          |          |    |  |
| 1ª | 2ª | 3ª | 4ª  | 5ª | 6ª  | 7ª  | 8ª                  | 9ª                  | 10ª                 | 11ª                 | 12ª                 | 13ª                 | 14ª                 | 15ª | 16ª | 17ª | 18ª | 19ª         | 20ª         | 21ª         | 22ª         | 23ª | 24ª | 25ª | 26ª      | 27ª      | 28ª      | 29ª      | 30ª | 31ª | 32ª | 33ª | 34ª      | 35ª      | 36ª      | 37ª      | 38ª      |    |  |

#### Primati stagionali
- Maggior numero di vittorie: Valencia (21)
- Minor numero di sconfitte: Valencia (5)
- Migliore attacco: Real Madrid (69 reti segnate)
- Miglior difesa: Valencia (27 reti subite)
- Miglior differenza reti: Barcellona (+28)
- Maggior numero di pareggi: Betis, Malaga (14)
- Minor numero di pareggi: Alaves (3)
- Maggior numero di sconfitte: Tenerife (20)
- Minor numero di vittorie: Las Palmas, Real Saragozza (9)
- Peggior attacco: Tenerife (32 reti segnate)
- Peggior difesa: Athletic Bilbao (66 reti subite)
- Peggior differenza reti: Tenerife (-26)

### Individuali

#### Classifica marcatori
| Gol |  |  | Giocatore                           | Squadra             |
| --- |  |  | ----------------------------------- | ------------------- |
| 21  |  |  | Diego Tristán                       | Deportivo La Coruña |
| 18  |  |  | Patrick Kluivert                    | Barcellona          |
| 18  |  |  | Fernando Morientes                  | Real Madrid         |
| 17  |  |  | Catanha                             | Celta Vigo          |
| 17  |  |  | Javier Saviola                      | Barcellona          |
| 17  |  |  | Raúl Tamudo                         | Espanyol            |
| 16  |  |  | Ismael Urzaiz                       | Athletic Bilbao     |
| 15  |  |  | Fernando Miguel Fernández Escribano | Real Valladolid     |
| 14  |  |  | Víctor Manuel Fernández Gutiérrez   | Villareal           |
| 14  |  |  | Raúl                                | Real Madrid         |
| 14  |  |  | Albert Luque                        | Maiorca             |
| 13  |  |  | Moisés García                       | Siviglia            |
| 12  |  |  | Roy Makaay                          | Deportivo La Coruña |
| 11  |  |  | Julio César Dely Valdés             | Malaga              |
| 11  |  |  | Elvir Bolić                         | Rayo Vallecano      |